# Oração de São Francisco de Assis

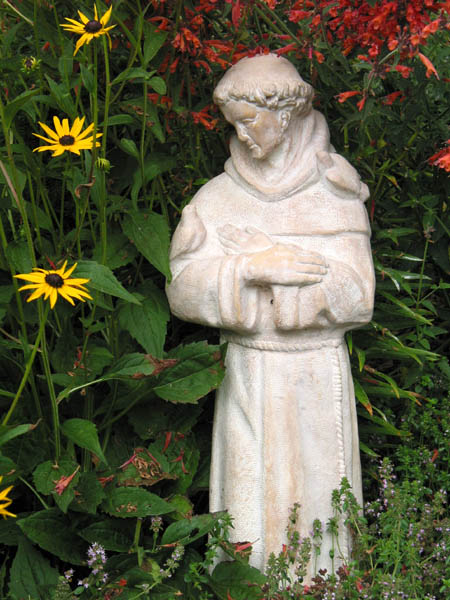
Estátua de jardim de São Francisco de Assis cercado por pássaros, por seu amor à natureza o santo é associado ao movimento de defesa da ecologia.

A Oração da Paz, também chamada de Oração de São Francisco, é uma oração cristã de origem anônima popularmente atribuída ao frade italiano São Francisco de Assis (1181 ou 1182–1226).
A primeira aparição conhecida desse poema data de 1912, em francês, em uma pequena revista chamada «La Clochette» (em francês) (A Sineta), publicada em Paris, França, pela organização católica La Ligue de la Sainte-Messe (A Liga da Santa Missa). O nome do autor não foi mencionado, mas é possível que tenha sido o fundador da Liga da Santa Missa, o padre Esther Auguste Bouquerel (1855–1923).
Ao redor de 1916 ou 1918, em Reims, o padre franciscano Étienne Benoît mandou imprimir a oração, sob o título "Oração pela Paz", no verso de um santinho produzido em massa que tinha, em sua frente, uma imagem de São Francisco de Assis. No entanto, não atribuiu a oração explicitamente a ele. Na parte inferior da cartão, ele destacava que "esta oração resume maravilhosamente a aparência exterior do verdadeiro Filho de São Francisco e os traços proeminentes de seu caráter. Que todos os Terciários do distrito de Reims a adotem como seu programa de vida. O meio mais seguro de realizá-lo é recitar diariamente esta fórmula com devoção e pedir a Deus, com fervor, a graça de colocá-la em prática."
Em 1927, esta oração foi atribuída pela primeira vez a São Francisco de Assis pelo grupo protestante pacifista francês Les Chevaliers du Prince de la Paix (Os Cavaleiros do Príncipe da Paz), liderados pelo capitão Étienne Bach (1892-1986). A disseminação do texto aumentou, mas permaneceu limitada.
Essa oração foi amplamente divulgada tanto durante a Primeira Guerra Mundial quanto durante a Segunda Guerra Mundial. Foi musicada por compositores famosos, citada por líderes proeminentes e sua mensagem, que incentiva o serviço ao próximo, despertou o interesse de diversas religiões.
No Brasil, a mais antiga versão conhecida desta oração foi publicada em Anais da Câmara dos Deputados do Brasil em 1957.

## Adaptações em música
Existem várias adaptações cantadas da canção em português.
A primeira, intitulada Oração de São Francisco, foi composta em 1968 pelo padre jesuíta paraguaio Casimiro Abdon Irala Arguello, mais conhecido como Padre Irala, SJ, e lançada num compacto duplo em 1968 chamado Irala Canta. É a mais fiel à letra em português e a mais popular no Brasil. O compacto vendeu bem para os padrões de música católica popular, e é facilmente encontrado em lojas de antiguidades de música.
Já no ano de 1976, a oração foi regravada para o compacto simples homônimo ''Oração de São Francisco'', através da interpretação de Francisco Sérgio de Oliveira. Tal regravação ganhou um novo arranjo, construído pelo maestro Eduardo Assad, em ritmo um pouco mais acelerado e dançante, possivelmente para ''chamar'' o público mais jovem. A gravação de Francisco Sérgio tem pequenas diferenças nas entonações e na interpretação da música e, por isso, a Oração de São Francisco ganhou ''nova cara'' nessa versão.
Em 1989, a canção foi regravada novamente, por Fagner, no álbum O Quinze, e em 2003, ela apareceu numa versão acústica na voz de Ana Carolina no DVD Estampado. Em 2001 foi lançada pelo Coro do CEIC uma nova gravação da composição do Padre Irala SJ. Trata-se de uma adaptação para coro a capela de Jayme Amatnecks. Em 2013, a canção foi regravada para a trilha sonora oficial da JMJ 2013, No Coração da Jornada, sendo interpretada por Adriana Arydes, Eliana Ribeiro, Guilherme Sá, Irmã Kelly Patrícia, Padre Fábio de Melo e Padre Marcelo Rossi. Ainda em 2013, uma versão instrumental foi lançada pelo Grupo OPA.
Em 1974, uma versão composta por Omar Cardoso e Nelson Luiz foi gravada por Carmélia Alves no álbum Ritmos do Brasil com Carmélia Alves.
Ainda em 1974, uma versão em espanhol foi composta por Darío Julio Gianella Castañé sob o pseudônimo Manasés com o nome "Señor, Haz de Mí un Instrumento de Tu Paz". Ganhou letra em português como "Senhor, Fazei de Mim (Um Instrumento de Tua Paz)", e foi gravada pelo grupo Os Meninos de Deus, integrantes da corrente cristã de mesmo nome, no álbum Aperte... Não Sacuda, famoso por outro hit, "Aleluia". A canção foi depois regravada por Astúlio Nunes, cantor católico, em 1983, reintitulada como "Senhor, Fazei de Mim um Instrumento de Vossa Paz", e alcançando relativo sucesso no meio católico. Em 1999, foi regravada por padre Fábio e padre Zeca no álbum Nosso Coração Está em Deus. A canção foi gravada pelo Padre Marcelo Rossi no disco Canções para um Novo Milênio, de 2000, levando o título "Oração de São Francisco", também presente na coletânea Seleção Essencial, de 2005; ainda, o Padre Marcelo Rossi fez outro registro da canção no CD e DVD Paz Sim, Violência Não, de 2008. Em 2013, uma versão foi gravada por Luan Santana por ocasião da JMJ 2013.
Em 1981, Vanusa fez uma versão, gravada em seu álbum homônimo lançado no mesmo ano. A cantora Joanna fez uma gravação desta música no álbum "Joanna em oração" (2002), disco dedicado às músicas tradicionais das missas brasileiras. Ela também gravou esta canção no DVD homônimo, o qual foi gravado no Santuário de Aparecida, em 12 de outubro de 2002.
Nos anos 1980, Frei Fabreti fez uma versão bastante adaptada da oração intitulada "Oração pela Paz", também conhecida por seu verso inicial, "Cristo, Quero Ser Instrumento".
Em 2019, a oração foi apresentada brevemente no final do terceiro episódio da terceira temporada da série Anne with an E.